# Ilja Heinig
Ilja Heinig (* 1950 in Leipzig; † 2022) war ein deutscher Maler.

## Leben
Ilja Heinig studierte an der Hochschule der Künste Berlin (HdK) und war Meisterschüler bei Klaus Fußmann. 1988 erhielt er das Stipendium Alternative Work Site Bemis-Projekt in Omaha, Nebraska. Er lebte und arbeitete als freischaffender Maler in Berlin und Wehningen.

## Ausstellungen (Auswahl)

### Einzelausstellungen
- Galerie K 19, Berlin 1981.
- St.-Matthäus-Kirche, Berlin 1982.
- Wewerka Gallery, Berlin 1984 (auch 1985).
- Galerie Brusberg, Berlin 1984.
- Galerie la Cité, Luxemburg 1985.
- Galerie Wewerka, Hannover 1986 (auch 1988).
- Ho-Am Gallery, Seoul, Korea 1990.
- Holstebro Kunstmuseum, Holstebro, Dänemark 1992.
- Pyo Gallery, Seoul 1992 (auch 1998).
- Galerie Aufzeit, mit Georg Seibert, Berlin 1998.
- 11. Ausstellung im Zehntspeicher, Westwendischer Kunstverein, Gartow, Quarnstedt 2000.
- Kunstverein Salzgitter e. V., im Museum Schloss Salder, Salzgitter 2006.
- Kunstraum Heiddorf, Neu Kaliß 2008.
- Museum im Waldemarturm, Dannenberg 2009.
- Galerie Born Berlin, 2013.[2]
- In Process – GALERIE BORN, Berlin, 2021.[3]

### Beteiligungen
- Kloster Cismar, Grömitz 1981.
- Deutscher Künstlerbund, Berlin 1983.
- Fabrik K 19, Bonn 1983.
- Akzente, Staatliche Kunsthalle, Berlin 1984.
- Klaus Fußmann und Schüler, Museum Schloss Hardenberg 1984.
- Fabrik K 19, Kunstquartier Ackerstraße, Berlin 1984.
- ART Cologne, Köln 1984.
- Galerie Brusberg, Berlin 1985.
- Berichte 1985, Staatliche Kunsthalle, Berlin 1985.
- Images of Shakespeare, Grundkreditbank, Berlin 1986.
- Berlin aujourd'hui, Musée d'art de Toulon, Frankreich 1986.
- ART Basel, Schweiz 1986.
- ART Cologne, Köln 1986.
- ICAF, Los Angeles, USA 1986.
- ART Basel, Schweiz 1987.
- FIAC, Paris 1987.
- ART Cologne, Köln 1987.
- Olympiad of Art, Museum of Contemporary Art, Seoul, Korea 1988.
- Berliner Künstler, mit Ingo Kühl, Wolf Vostell u. a., Hanaro Art Center, Seoul 1988.
- Große Kunstausstellung NRW, Düsseldorf 1989.
- Exhibition of International Contemporary Painting, National Museum of Contemporary Art, Seoul 1989.
- ART Hamburg 1990.
- ART Cologne, Köln 1993.
- FBK Freie Berliner Kunstausstellung in den Messehallen, Berlin 1994 (auch 1995).
- Art scamble, mit Ingo Kühl, Helge Leiberg, Cornelia Schleime, Manfred Schling u. a., Galerie Michael Schultz, Berlin 1998.
- Reetdachhaus Heiddorf, Neu-Kaliß 2005.

## Werke in öffentlichen Sammlungen
- Graphothek Charlottenburg, Berlin 1981.
- Nationalgalerie, Berlin 1983.
- Neuer Berliner Kunstverein, Berlin 1983.
- Nationalgalerie, Berlin 1984.
- Berlinische Galerie, Berlin 1984.
- Schering Kunstsammlung, Berlin 1984.
- Graphothek Charlottenburg, Berlin 1984.
- Neuer Berliner Kunstverein, Berlin 1985.
- Stadt Hannover, 1986.
- The National Museum of Modern and Contemporary Art, Korea 1988.
- Messezentrum Hannover, 1988.
- Bernis Foundation Alternativ Worksite, Omaha, Nebraska, USA 1988.
- Schering AG, Berlin 1989.
- Ho-Am Art Museum, Seoul 1990.
- Freie Universität Berlin (Wandmalerei), Berlin 1992.
- Kunstgemeinschaft, Berlin 1994.
- Stiftung für Bildhauerei (Wandmalerei), Damnatz.
- Kupferstichkabinett Berlin.

## Publikationen (Auswahl)
- Ilja Heinig – Die Unbestechlichen, mit einem Text von Heinz Ohff, deutsch, englisch, französisch, spanisch, Edition Wewerka, Berlin 1985, ISBN 3-924306-27-3.
- Ilja Heinig – Outpost Wehningen, Katalog zu den Ausstellungen: 11. Ausstellung im Zehntspeicher Gartow Quarnstedt, 27. Mai – 24. Juni 2000 und in der Galerie Lüth, Halebüll, 11. Juni – 6. Juli 2000 / Herausgeber: Westwendischer Kunstverein e. V., Quanstedt und Galerie Lüth, pictus verlag, Halebüll 2000.
- Ilja Heinig – Malerei von 1985–2006, Katalog zur Ausstellung im Kunstverein Salzgitter e. V., 2006.
- Ilja Heinig, Katalog zur Ausstellung im Kunstraum Heiddorf, mit einem Text von Thomas Wulffen, Verleger Kunstraum Heiddorf, Neu Kaliß 2005.
- Ilja Heinig, Katalog zur Ausstellung im Kunstraum Heiddorf, mit Texten von Heinz Ohff, Jens Martin Neumann, Michael Schultz-Freudenstadt, Thomas Wulffen und Peter Hans Göpfert, Verleger Kunstraum Heiddorf, Neu Kaliß 2011, ISBN 978-3-940021-35-9.